# Eriyadhoo (Kaafu-atol)
Eriyadhoo is een van de onbewoonde eilanden van het Kaafu-atol behorende tot de Maldiven.